# 大比斯特日采

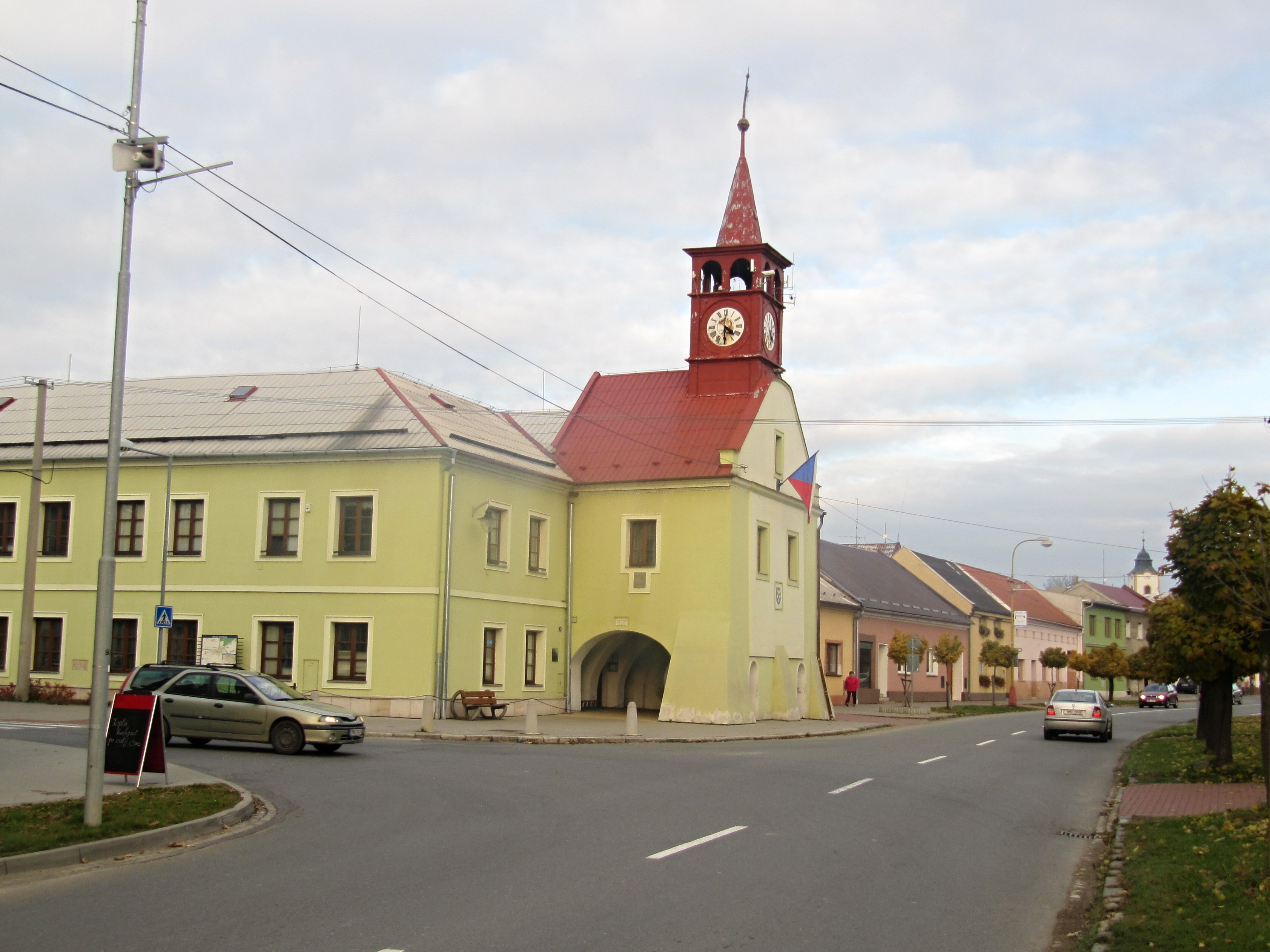
大比斯特日采的市鎮圖片

大比斯特日采是捷克的城鎮，位於該國東部，距離首府奧洛穆茨約8公里，由奧洛穆茨州負責管轄，面積9.21平方公里，海拔高度290米，2006年人口2,977。

## 外部連結
- Olomouc Regional Statistical Office: Municipalities of Olomouc District（页面存档备份，存于）